# Jayco Bay Cycling Classic 2006

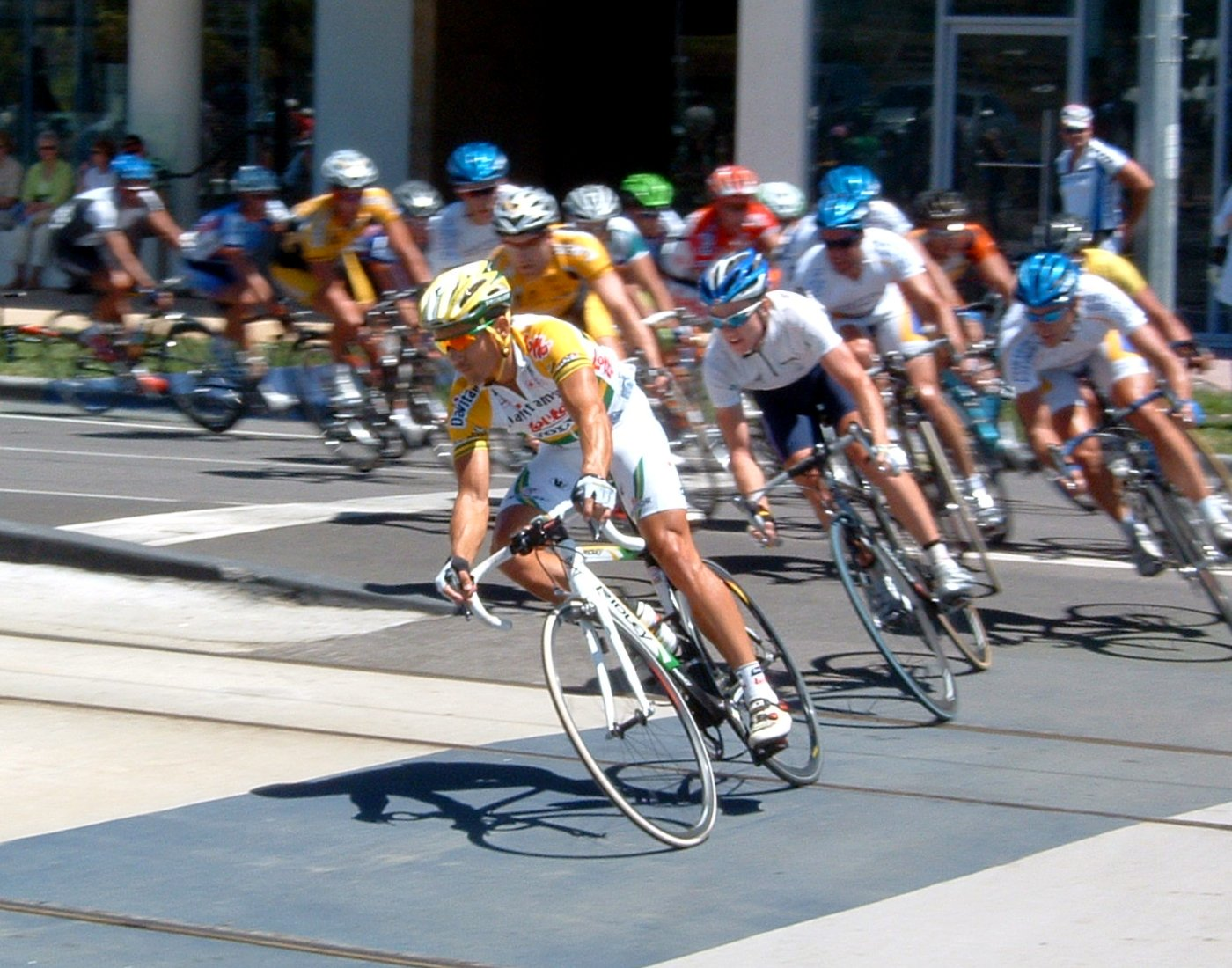

De Jayco Bay Cycling Classic 2006 werd gehouden van 4 januari tot en met 8 januari in Australië. Een aantal regels weken af van normale wielerkoersen, zo werd de eindwinnaar bepaald met een puntenklassement in plaats van een tijdklassement en stond de lengte van een etappe (het aantal lokale rondjes) niet van tevoren vast, maar werd mede bepaald door de snelheid van de coureurs.

## Etappe-overzicht
| etappe | datum     | start         | eindstreep    | winnaar             | land          |
| ------ | --------- | ------------- | ------------- | ------------------- | ------------- |
| 1e     | 4 januari | Williamstown  | Williamstown  | Greg Henderson      | Nieuw-Zeeland |
| 2e     | 5 januari | Portarlington | Portarlington | Christian Landemann | Duitsland     |
| 3e     | 6 januari | Geelong       | Geelong       | Richard England     | Australië     |
| 4e     | 7 januari | Geelong       | Geelong       | Robbie McEwen       | Australië     |
| 5e     | 8 januari | Docklands     | Docklands     | Mark Renshaw        | Australië     |

## Algemeen klassement
| rang | renner              | land          | punten |
| ---- | ------------------- | ------------- | ------ |
| 1    | Hilton Clarke       | Australië     | 30     |
| 2    | Greg Henderson      | Nieuw-Zeeland | 29     |
| 3    | Mark Renshaw        | Australië     | 24     |
| 4    | Robbie McEwen       | Australië     | 24     |
| 5    | Richard England     | Australië     | 19     |
| 6    | Christian Landemann | Duitsland     | 18     |
| 7    | Chris Jongewaard    | Australië     | 17     |
| 8    | Simon Gerrans       | Australië     | 14     |
| 9    | Peter McDonald      | Australië     | 12     |
| 10   | Trent Wilson        | Australië     | 12     |

## 1e etappe
| rang | renner              | land          | punten |
| ---- | ------------------- | ------------- | ------ |
| 1    | Greg Henderson      | Nieuw-Zeeland | 12     |
| 2    | Hilton Clarke       | Australië     | 10     |
| 3    | Simon Gerrans       | Australië     | 8      |
| 4    | Mark Renshaw        | Australië     | 7      |
| 5    | Christian Landemann | Duitsland     | 6      |
| 6    | Peter McDonald      | Australië     | 5      |
| 7    | Jonathan Clarke     | Australië     | 4      |
| 8    | Trent Wilson        | Australië     | 3      |
| 9    | Mark Kelly          | Australië     | 2      |
| 10   | Simon Clarke        | Australië     | 1      |

## 2e etappe
| rang | renner              | land          | punten |
| ---- | ------------------- | ------------- | ------ |
| 1    | Christian Landemann | Duitsland     | 12     |
| 2    | Hilton Clarke       | Australië     | 10     |
| 3    | David Kupka         | Tsjechië      | 8      |
| 4    | Peter McDonald      | Australië     | 7      |
| 5    | Trent Wilson        | Australië     | 6      |
| 6    | Robbie McEwen       | Australië     | 5      |
| 7    | Greg Henderson      | Nieuw-Zeeland | 4      |
| 8    | Dean Windsor        | Australië     | 3      |
| 9    | Tony Mann           | Australië     | 2      |
| 10   | Will Walker         | Australië     | 1      |

## 3e etappe
| rang | renner          | land          | punten |
| ---- | --------------- | ------------- | ------ |
| 1    | Richard England | Australië     | 12     |
| 2    | Baden Cooke     | Australië     | 10     |
| 3    | Greg Henderson  | Nieuw-Zeeland | 8      |
| 4    | Robbie McEwen   | Australië     | 7      |
| 5    | Hilton Clarke   | Australië     | 6      |
| 6    | Mark Renshaw    | Australië     | 5      |
| 7    | Simon Clarke    | Australië     | 4      |
| 8    | Trent Wilson    | Australië     | 3      |
| 9    | Johny Walker    | Australië     | 2      |
| 10   | Ray Forbes      | Australië     | 1      |

## 4e etappe
| rang | renner           | land          | punten |
| ---- | ---------------- | ------------- | ------ |
| 1    | Robbie McEwen    | Australië     | 12     |
| 2    | Will Walker      | Australië     | 10     |
| 3    | Chris Jongewaard | Zuid-Afrika   | 8      |
| 4    | Dean Windsor     | Australië     | 7      |
| 5    | David McPartland | Australië     | 6      |
| 6    | Greg Henderson   | Nieuw-Zeeland | 5      |
| 7    | Hilton Clarke    | Australië     | 4      |
| 8    | Simon Gerrans    | Australië     | 3      |
| 9    | Simon Clarke     | Australië     | 2      |
| 10   | Mitchell Docker  | Australië     | 1      |

## 5e etappe
| rang | renner           | land        | punten |
| ---- | ---------------- | ----------- | ------ |
| 1    | Mark Renshaw     | Australië   | 12     |
| 2    | Mitchell Docker  | Australië   | 10     |
| 3    | Chris Jongewaard | Zuid-Afrika | 8      |
| 4    | Richard England  | Australië   | 7      |
| 5    | Cody Stevenson   | Australië   | 6      |
| 6    | Dominic Gatto    | Australië   | 5      |
| 7    | Jonathan Clarke  | Australië   | 4      |
| 8    | Simon Gerrans    | Australië   | 3      |
| 9    | David Kupka      | Tsjechië    | 2      |
| 10   | Dean Windsor     | Australië   | 1      |